# Premio Rey Felipe
El Premio Rey Felipe VI (anteriormente denominado Premio Rey Juan Carlos I) es el Premio Nacional del Deporte que se concede al deportista español masculino más destacado tanto nacional como internacionalmente en el año deportivo en cuestión. Es otorgado anualmente desde 1982 por el Consejo Superior de Deportes (CSD) en una ceremonia realizada en el Palacio Real de Madrid por la Casa Real. El rey Felipe VI es el encargado de entregar el trofeo al deportista galardonado. Rafael Nadal es el deportista más premiado, al haberlo recibido en tres ocasiones, seguido de Miguel Induráin y Joan Llaneras, que lo han recibido en dos ocasiones.

## Premiados
| Año  | Deportista                                   | Deporte                    |
| ---- | -------------------------------------------- | -------------------------- |
| 1982 | Josep Marín                                  | Atletismo                  |
| 1983 | Juan Antonio Corbalán                        | Baloncesto                 |
| 1984 | José Manuel Abascal                          | Atletismo                  |
| 1985 | José Amengual                                | Pesca submarina            |
| 1986 | José Luis González                           | Atletismo                  |
| 1987 | Jorge Martínez «Aspar»                       | Motociclismo               |
| 1988 | José Luis Doreste                            | Vela                       |
| 1989 | Manuel Pereira                               | Esgrima                    |
| 1990 | Carlos Sainz                                 | Automovilismo              |
| 1991 | Martín López-Zubero                          | Natación                   |
| 1992 | Miguel Induráin                              | Ciclismo en ruta           |
| 1993 | Jesús Ángel García Bragado y Valentí Massana | Atletismo                  |
| 1994 | José María Olazábal                          | Golf                       |
| 1995 | Miguel Induráin                              | Ciclismo en ruta           |
| 1996 | Fermín Cacho                                 | Atletismo                  |
| 1997 | Joan Llaneras                                | Ciclismo en pista          |
| 1998 | Àlex Corretja                                | Tenis                      |
| 1999 | Abel Antón                                   | Atletismo                  |
| 2000 | Joan Llaneras y Gervasio Deferr              | Ciclismo en pista Gimnasia |
| 2001 | Pau Gasol                                    | Baloncesto                 |
| 2002 | Alberto García                               | Atletismo                  |
| 2003 | Juan Carlos Ferrero                          | Tenis                      |
| 2004 | David Cal                                    | Piragüismo                 |
| 2005 | Fernando Alonso                              | Automovilismo              |
| 2006 | Rafael Nadal                                 | Tenis                      |
| 2007 | Rafael Trujillo                              | Vela                       |
| 2008 | Rafael Nadal                                 | Tenis                      |
| 2009 | Xavi Hernández                               | Fútbol                     |
| 2010 | Jorge Lorenzo                                | Motociclismo               |
| 2011 | Juan Carlos Navarro                          | Baloncesto                 |
| 2012 | Joel González                                | Taekwondo                  |
| 2013 | Javier Gómez Noya                            | Triatlón                   |
| 2014 | Marc Márquez                                 | Motociclismo               |
| 2015 | Javier Fernández                             | Patinaje artístico         |
| 2016 | Saúl Craviotto                               | Piragüismo                 |
| 2017 | Rafael Nadal                                 | Tenis                      |
| 2018 | Regino Hernández y Alejandro Valverde        | Snowboard Ciclismo         |
| 2019 | Ricky Rubio                                  | Baloncesto                 |
| 2020 | Premio extraordinario                        | N/A                        |
| 2021 | Jon Rahm                                     | Golf                       |
| 2022 | Carlos Alcaraz                               | Tenis                      |

1. ↑  Debido a la falta de competiciones en 2020, se otorgó un premio extraordinario a los y las deportistas que lucharon contra la pandemia de COVID-19